# 6-Fosfogluconolactona
La 6-fosfogluconolactona o 6-Fosfo-D-glucono-1,5-lactona (también conocida como D-6-P-glucono-delta-lactona o 6-fosfonoglucono-δ-lactona) es un intermediario de tipo lactona en la ruta de las pentosas fosfato. Es sintetizada a partir de glucosa-6-fosfato por la enzima glucosa-6-fosfato deshidrogenasa, e hidrolizada a 6-fosfogluconato por la enzima 6-fosfogluconolactonasa.

## Sinónimos
- 6-Fosfo-D-glucono-1,5-lactona
- 6-Fosfonoglucono-δ-lactona
- Ácido D-glucónico δ-lactona 6-(dihidrógenofosfato)
- D-Glucono-1,5-lactona 6-fosfato